# Ambroise
Ambroise (secolul al XII-lea) a fost un poet (trubadur) din Normandia și cronicar al celei de a treia cruciade, autor al unei lucrări intitulate L'Estoire de la guerre sainte, care descrie în versuri aventurile regelui Richard Inimă de Leu al Angliei din postura de cruciat. Poemul ne este cunoscut exclusiv printr-un manuscris păstrat la Biblioteca Apostolică din Vatican, care a fost multă vreme ignorat de cercetarea istorică.
Meritul de a fi descoperit valoarea acestei scrieri aparține istoricului francez Gaston Paris, deși ediția sa (1897) fusese deja anticipată de editorii Monumenta Germaniae Historica, care publicaseră câteva fragmente în vol. 27 al colecției Scriptores (1885).
Ambroise l-a urmat pe regele Richard I din poziția de necombatant. El vorbește ca martor ocular despre faptele regelui Angliei (totodată, și duce al Normandiei) la Messina în Sicilia, în Cipru, la asediul Acrei și la evenimentele imediat ulterioare capturării acesteia de la Saladin de către cruciați.
Ambroise este surprinzător de precis în cronologie; deși lucrarea este încheiată abia în 1195, ea se bazează în mod clar pe notițe pe care autorul le-a așternut pe hârtie îe parcursul pelerinajului. Autorul nu dovedește o viziune politică, ci relatează ceea ce a văzut și auzit cu o vivacitate naivă. În niciun caz nu este vorba de o sursă lipsită de parțialitate: el are prejudecăți împotriva sarazinlor, a cruciaților francezi și în general a tuturor acelora care, într-un moment sau altul, devin inamici ai stăpânului său, inclusiv cei care îl susțineau pe Conrad de Montferrat împotriva lui Guy de Lusignan. Ambroise ar trebui reținut ca un biograf mai degrabă decât un istoric al cruciadei. Cu toate acestea, scrierea sa rămâne o sursă primară interesantă pentru evenimentele din anii 1190–1192 din Regatul Ierusalimului.

## Ediții publicate
Ambroise (2003). The History of the Holy War. Ipswich: Boydell Press. ISBN 978-1-84383-001-6.
Ambroise (2011). The History of the Holy War (paperback). Ipswich: Boydell Press. ISBN 9781843836629.